# (500025) 2011 SS6
(500025) 2011 SS6 es un asteroide perteneciente al cinturón de asteroides, descubierto el 2 de septiembre de 2011 por el equipo del Pan-STARRS desde el Observatorio de Haleakala, Hawái, Estados Unidos.

## Designación y nombre
Designado provisionalmente como 2011 SS6

## Características orbitales
2011 SS6 está situado a una distancia media del Sol de 3,122 ua, pudiendo alejarse hasta 3,379 ua y acercarse hasta 2,865 ua. Su excentricidad es 0,082 y la inclinación orbital 8,846 grados. Emplea 2015,34 días en completar una órbita alrededor del Sol.
Los próximos acercamientos a la órbita de Júpiter se producirán el 10 de marzo de 2033, el 28 de julio de 2105 y el 19 de noviembre de 2115, entre otros.

## Características físicas
La magnitud absoluta de 2011 SS6 es 16,5.